# Андріс Амбайніс
Андріс Амбайніс (лат. Andris Ambainis, 18 січня 1975, Даугавпілс, Латвія) — латвійський інформатик, який працює в галузі квантової теорії інформації та квантових обчислень.

## Біографія
Андріс Амбайніс працював у Інституті перспективних досліджень у Принстоні, штат Нью-Джерсів США та Інституті квантових обчислень при Університеті Ватерлоо в місті Ватерлоо, в провінції Онтаріо, Канада. В цей час він є професором факультету обчислювальної техніки Латвійського університету.
Андріс Амбайніс є членом Асоціації обчислювальних машин (ACM) та її Групи спеціальних інтересів з алгоритмів та обчислень (SIGACT).
Вважається, що поява квантових комп'ютерів зробить справжню революцію в проблемі збору та зберігання даних і масових паралельних обчисленнях. Тому вони є предметом інтенсивних досліджень у двох напрямках:
1. дослідження в галузі експериментальної фізики — створюються апаратні системи, в яких одиниці зберігання даних, квантові біти — електрони або атоми, можуть мати два квантових стани та виконувати обчислення
2. теоретичні дослідження, які випрацьовують алгоритми для створення програмного забезпечення, яке дозволяє використовувати квантові комп'ютери.

Проєкт теоретичних досліджень, який фінансувався ЄС, мав назву «Квантові комп'ютерні науки» (Quantum Computer Science, QCS), і був завершений у серпні 2013 року.
Головним координатором цього проєкту математичних аспектів квантових обчислень був теоретик-інформатик Андріс Амбайніс.

## Місця працевлаштування
- Латвійський університет, професор, липень 2009 — дотепер.
- Латвійський університет, доцент, вересень 2007 — червень 2009.
- Університет Ватерлоо: старший викладач, серпень 2004 — серпень 2007.
- Інститут перспективних досліджень, Принстон, Нью-Джерсі, докторант, січень 2004 — червень 2004.
- Каліфорнійський університет, Берклі, постдокторант, вересень 2003 — грудень 2003
- Латвійський університет, доцент, травень 2003 — серпень 2003.
- Латвійський університет, старший викладач, вересень 2002 — травень 2003.
- Інститут перспективних досліджень, Принстон, Нью-Джерсі, докторант, вересень 2001 — червень 2002.
- Дослідницький центр IBM[en], літня практика, червень 2000 — серпень 2000.
- Дослідницький центр Майкрософт, літній стажист, червень 1999 — серпень 1999.[3]